# 香港規劃史
香港的規劃歷史始於1841年香港開埠，將香港島北岸的西部劃為維多利亞城，再細分為404幅土地作出拍賣。早期城市發展主要集中在香港島，發展也是以滿足殖民地運作的軍事和衛生需求而訂立，但隨著九龍半島的割讓及新界的租借，香港的土地發展更趨多元化；隨著1939年香港政府制定《城市規劃條例》，以及後來多次修訂，香港的城市規劃工作變得更具規模。

## 殖民地的早期開拓

### 香港島的初期發展
自1841年6月7日公報可公開發售的土地並於同月14日由義律的主持下成功售出合共404幅土地，當中39幅為海旁地段、75幅為市區地段、22幅為郊區地段118幅為上市場段，150幅為下市場段。1843年香港政府設立年薪1000鎊的總量地官一職，1844年5月9日A.T哥頓委任為總量地官負責基建及維修工程，包括港口建設、土地平整及填海工程，兼管土地買賣等。1851年12月28日晚上10時，香港發生特大火災至翌日5時半始被撲滅，火場面積達189792平方呎。1852年政府事後把大火出現的瓦爍及附近山坡的泥土放在自皇后大道中及威靈頓街至摩利臣街的文咸海旁及築一條闊50呎道路並再次進行拍賣，香港自開埠以來第一次官方填海完成。由於上述土地大多數業主皆為華人及土地約滿，業主不多作投資，故填海阻力較小，但政府仍未意識到原擁有海旁土地業權的業主對新填土地業權看法是填海最大的阻力。
雖然自1842年3月22日刊憲訂明新所有海旁新填的土地歸英皇所有作為賣地條款，但1841年6月14日售出的土地不受影嚮，但寶靈計劃推出後，旋即受到擁有3號及4號海旁地段的寶順洋行強烈反對，並申明於1841年6月14日購買的土地面績及範圍，不希增加地段面積及堅持擁有海旁業權，最後寶靈計劃在軍方及英商的反對下失敗告終。雖然擴展都市不成，但亦見規模，填海之後，政府在1903年於《憲報》中重新界 定維多利亞城的範圍，還樹立了六塊刻有“CITY BOUNDARY 1903”的界石，標示城區的範圍。大 部份界石仍保留至今。當時港島北岸的維多利亞城可分為四環九約，並繼續向東西發展。繼1850年代，香港政府於1868年在文咸東街以西建造文咸西街並於同年完工，是次填海還披露的早期的技術和建築特色如強調防禦颱風的能力，建造的海堤用了堆石法，靠海一面斜度為2:1;陸地為1:1，堤基用每塊不少於2立方米的大石，再用碎石填隙，提壁則用方石加三合土及黏土黏合劑筑固堤壁，而建造方法成為日後填海楷模。1870年至1875年填海工程伸延至西環卑路乍街以北，海岸線向北推至德輔道西。但1875年的填海計劃因1874年的甲戌風災無法推行。由寶靈計劃起至1880年代香港政府仍未能統籌各方利益，直至1887年7月13日九龍倉大班保羅遮打提出由西環的煤氣公司至中環美利碼頭填出一幅長10200呎，闊250呎，面積達58.7英畝，當中5.5英畝為政府土地、27英畝為道路,其餘可建1320幢樓房，供39000人居住，足夠紓緩人口壓力及改善衛生，最後幾經波拆及圖積修改，最後工程於1889年開始至1903年完成。同期，香港政府透過招標讓私人公司承辦西環堅尼地城的填海工程。及由19世紀末開始至20世紀早期長達20年磋商由軒尼詩道與莊士敦道交界起填海至波斯富街，把位於灣仔醫院山及摩理臣山夷平，騰出一幅廣闊空地，最後工程隨著軍部同意把醫院山的海軍醫院遷至昂船洲及業主協調，但工程較預期艱辛，要到1931年才完成。較原先的1927年完工日期遲及要374.4萬超支167.7萬。
1860年代，大量移民湧入香港並聚居至此，華人商住區從太平山區擴展到砵甸乍街以西，於是政府便於太平山區一帶興建道路，而太平山街亦於該段時間落成。除此之外，政府還出售大量土地，然後興建唐樓，妓院亦大量湧現。由於人口眾多，產生治安及衛生問題。1894年，太平山街一帶爆發鼠疫，4個月內共令超過2500人喪生。政府認為太平山街樓宇過於密集而令鼠疫快速傳播，因此收購該區的樓宇，夷為平地，並實行清潔居所的措施，包括用消毒藥水清洗太平山街，並消毒民居。太平山街原址重建為卜公花園，同時是香港最早的公共公園之一。

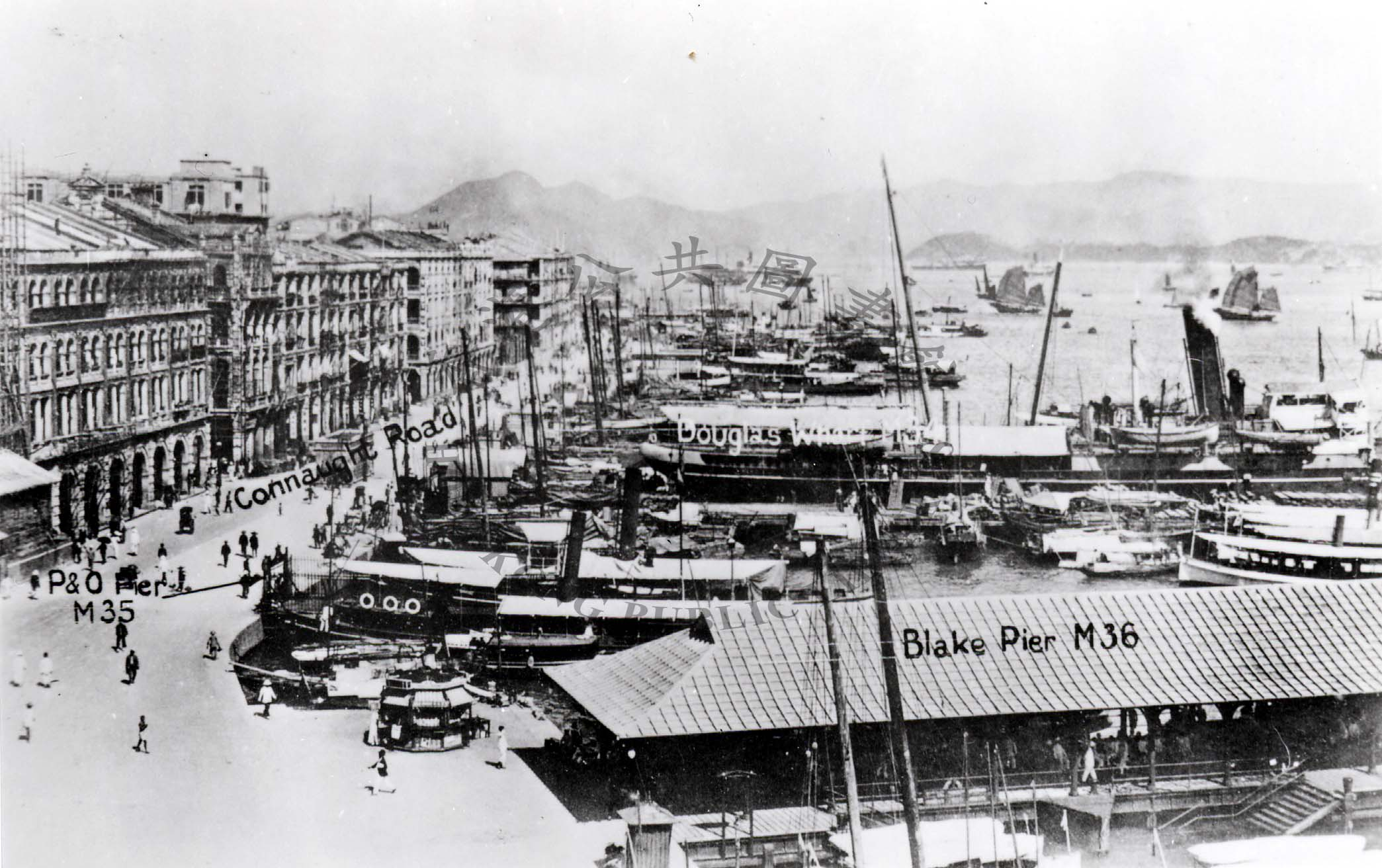
海徬的干諾道中

### 九龍半島初期發展
割讓香港島不久，《廣州週報》（Canton Press）在1842年5月7日已指出九龍更適合建城鎮。1847年遠東艦隊司令米高·西摩致皇家工兵司令的信函指出九龍半島對屏藩維多利亞港有重要作用。1856年第二次鴉片戰爭爆發，其後1860年3月18日英軍第44團佔領尖沙嘴，3月20日兩廣總督勞崇光同意「暫時租借」九龍。英國駐華全權特使額爾金伯爵（又譯伊利近）藉機在《北京條約》加入新條款——割讓九龍半島界限街以南部份。最終大清同意割讓九龍予英國並納入英屬香港。
英軍佔領九龍半島後，旋即將官涌炮台改為軍部（現為九龍佐治五世公園）及海軍碼頭。政府於九龍半島適合和香港島同樣的賣地條款合約，按土地劃分為海旁地段、內陸地段、郊區建築地段，花園地段，年期為一般是75年，而海旁地段亦分成兩種，一種是直接臨海及潮漲能接觸海水；一種是接近海旁地段，土地與海濱中間受公路所阻。十九世紀末至二十世紀初，政府曾把填海計劃加入賣地條款，進行小規模填海。1876年政府拍賣油麻地一帶的海床土地出售，買家需按政府規格進行填海。政府派判苦工監的犯人填海建街，名為Reclamation Street（懲戒街），後改名為新填地街。1882年九龍倉創辦人保羅遮打獲得尖沙咀兩幅地段，後於1900年、1904年透過補地價來修改地契，使面積倍增，奠下九龍倉在尖沙咀於二十世紀的商業地位。並誘使其他擁有海旁段的業主更積極參與填海工程，政府從中增加不少收入、減少填海工程開支及增加土地，使九龍半島大大地發展。後於1899年再次透過拍賣差館里以西一帶土地，與1876年那次一樣，買家需按政府規格進行填海並年繳地稅10022元。1895年12月24日，一座全港首建的抽水站在差館里落成，標誌着九龍供水方案的全面落實。
1906年9月18日，丙午風災導致死亡人數高達10,000人。1909年首次通過《建築避風塘條例》，興建望角咀避風塘，1915年12月16日完工。自此，油麻地成為九龍物流中心：1913年九龍果攔落成，後更成為九龍魚市場，九龍蔬菜批發市場等。廣東道自1900年起已有九龍倉。20世紀初，上海街成為當時九龍最繁榮的住宅區和商貿中心。九龍地區的填海工程不單增加了住宅土地，還建設了不少重大的基建項目。九廣鐵路英段在1910年竣工，初時鐵路只設有五個車站，分別是尖沙咀站、油麻地站、沙田站、大埔站和粉嶺站。後來政府在梳士巴利道以南填海，建成了尖沙咀火車總站，即現今尖沙咀鐘樓的位置。九廣鐵路的興建使廣州經新界至九龍有快捷的交通聯繫，為香港城市發展奠定了基礎。

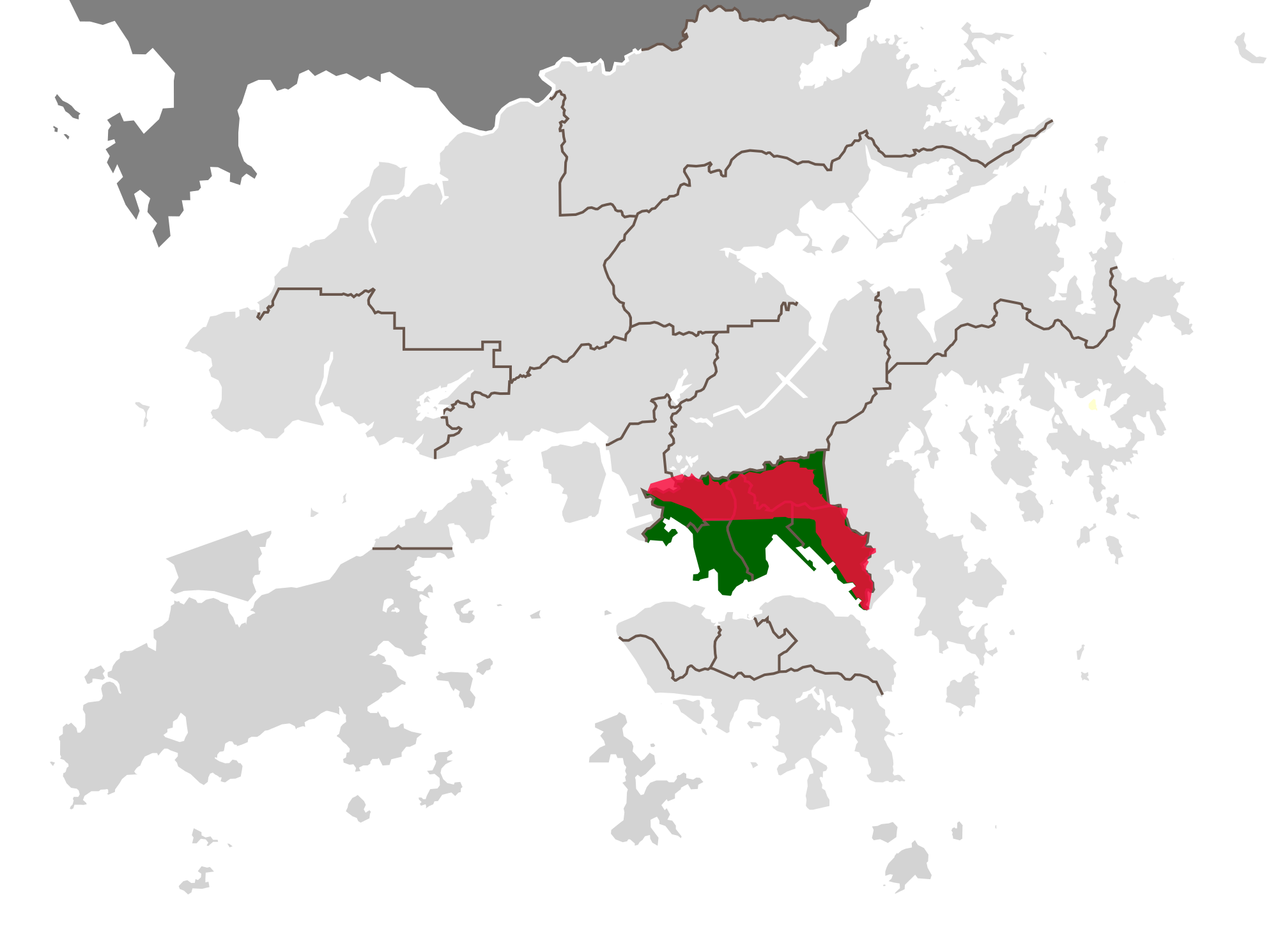
紅色範圍為新九龍

### 新九龍的開拓
1930年代，由於原九龍面積太小，政府又有需求去開拓市區用地，於是在1937年起將界限街以北至獅子山之南這些原屬新界的平坦土地，劃作「新九龍」以作市區用地發展。由於這些土地與界限街以南的九龍有別，所以稱之為「新九龍」。由於當時新九龍的土地是英國向中國「租借」，所以新九龍樓宇的業主都需要向香港政府交地租，反之九龍及香港島只需繳付極低的象徵式地租。1984年，當中英聯合聲明落實時，「新九龍」一詞已經消失，新舊九龍一般都統稱為「九龍」，唯香港特區政府地政總署需收取新九龍土地的地租，故仍有「九龍」和「新九龍」之分，在法律 中對新界的定義仍包括新九龍。
連接九龍和新界的深水埗亦隨即成為政府的發展重點。當時的深水埗是海角，現今的鴨寮街、青山道一帶已經是臨海區域。1906年政府開始開拓新九龍西部的深水埗。開發首先進行私人填海工程並將其拍賣，同時清拆大部分舊建築物和移平西角山。1910年代舊深水埔醫局和北河街街市先後落成。1919年再開墾或填平3百多萬平方英尺土地，並增設深水埗碼頭，一系列的工程在深水埗共新建407幢房屋。深水埗的街道把建築物區域分成長方格，每格長約100米，闊約40-45米，唐樓設計把每個小長方格前後分為兩半，中間夾着一條長長的後巷，為通風採光之用；臨街的兩面為每一棟樓提供一個大騎樓，橫向排成20多個重覆的騎樓。
19世紀末艾賓尼沙·侯活（Ebenezer Howard）首創花園城市概念，1903年在倫敦近郊的來治活(Letchworth)的建造一個內含各種設備的小鎮。儘管1910年代興起愛德華式市政建築風格，但港島的維多利亞城發展較早，到20世紀初已經難以大規模引入城市規劃概念。新九龍遂成為香港城市規劃的實驗場地。1922年一間名為九龍塘及新界發展公司（Kowloon Tong and New Territories Development Co）採用上述概念於九龍塘建造一個有學校及足夠休憩空間向中上家庭銷售的花園洋房區，政府批出現時九龍塘區土地，政府出資做好平整及排污系統，然後出售土地作花園城市。但引起勞工團體批評，其後因1925年的省港大罷工及低估工程的難度影嚮，直至1930年才完工，但原先的花園城市概念變成一個純高尚住宅區，未能實現綜合社區的概念。同時，何啟於1912年向政府提出填海九龍灣，發展為首個大型華人住宅項目「啟德濱」。項目佔地210畝，分三期發展；1920年完成首期填海，發展200多幢房屋。社區內有警署、消防局、工廠、學校(民生書院1926年在區內開辦)。西式住宅樓高3層，中式2層。但第二期工程同樣因工潮及地產不景氣，公司陷入財困。項目其後在1927年被政府接收，成為後來的啟德機場。

## 戰後的城市發展
戰前的城市發展缺乏全面規劃，許多工程都只為解決燃眉之急，而沒有長遠周全 的計劃。第二次世界大戰後，英國派出負責策劃倫敦近郊新市鎮的規劃師亞拔高比來港，研究市區和海港的未來發展方向，定出長遠的規劃原則。與此同時，中國內地爆發內戰，大批難民來港避難，加上部份戰時逃往外地的市民回流返港，令香港人口劇增，土地和房屋皆供不應求。亞拔高比在1948年發表的報告中，建議政府在九龍近郊和新界地區發展新市鎮，將100,000人口分佈至新界，降低港島的密度；又提出多個填海計劃增加土地供應。可惜，亞拔高比的計劃最終因財政問題被擱置，但當中的規劃策略確立了香港城市發展的基本概念和方向。

### 發展衛星城市
雖然亞拔高比的計劃被擱置，但到1952年，市區用地供不應求的問題愈發顯著，政府於是著手研究開拓新市鎮的可能。1954年，政府選擇了觀塘作為新市鎮發展的試點，當時稱為「衛星城市」。起初觀塘的規劃重點是發展工業區，隨著工業區逐漸成形，就業機會增加，吸引附近寮屋區的居民遷入觀塘，區內的房屋供應趕不上需求，配套如學校、診所、郵局、市場、警署、消防局、商店等都欠奉，政府才急忙發展住宅地段及安排配套設施。而且，觀塘的發展偏重工業，令從事其他行業的居民需要跨區上班；住宅區和工業區相近，亦令居民長期受廢氣、污水和噪音影響。政府後來在1959年通過開拓荃灣的計劃，發展範圍包括荃灣、青衣和葵涌。香港1950年代的工業發展蓬勃，急需開闢新的工業用地，而荃灣距離九龍市區不遠，交通方便，亦有充足水電供應，有潛質發展成理想的工業區，政府以此為規劃重點，其中建議發展荃灣為193英畝，可容納5萬5千人口的區域；醉酒灣則建議發展為200英畝，可容納5萬7千人口的區域。1959年展開的荃灣和葵涌填海工程標緻著香港新市鎮發展的正式開始，1961年政府刊憲荃灣和葵涌的發展大綱圖，並在1973年正式通過「荃灣發展計劃」，成功令荃灣在1970至1980年代成為工業重鎮。因吸取了觀塘的經驗，政府開發荃灣時在區內劃出足夠的住宅用地，興建大型公共屋邨，吸引了不少市民從市區遷移到荃灣。

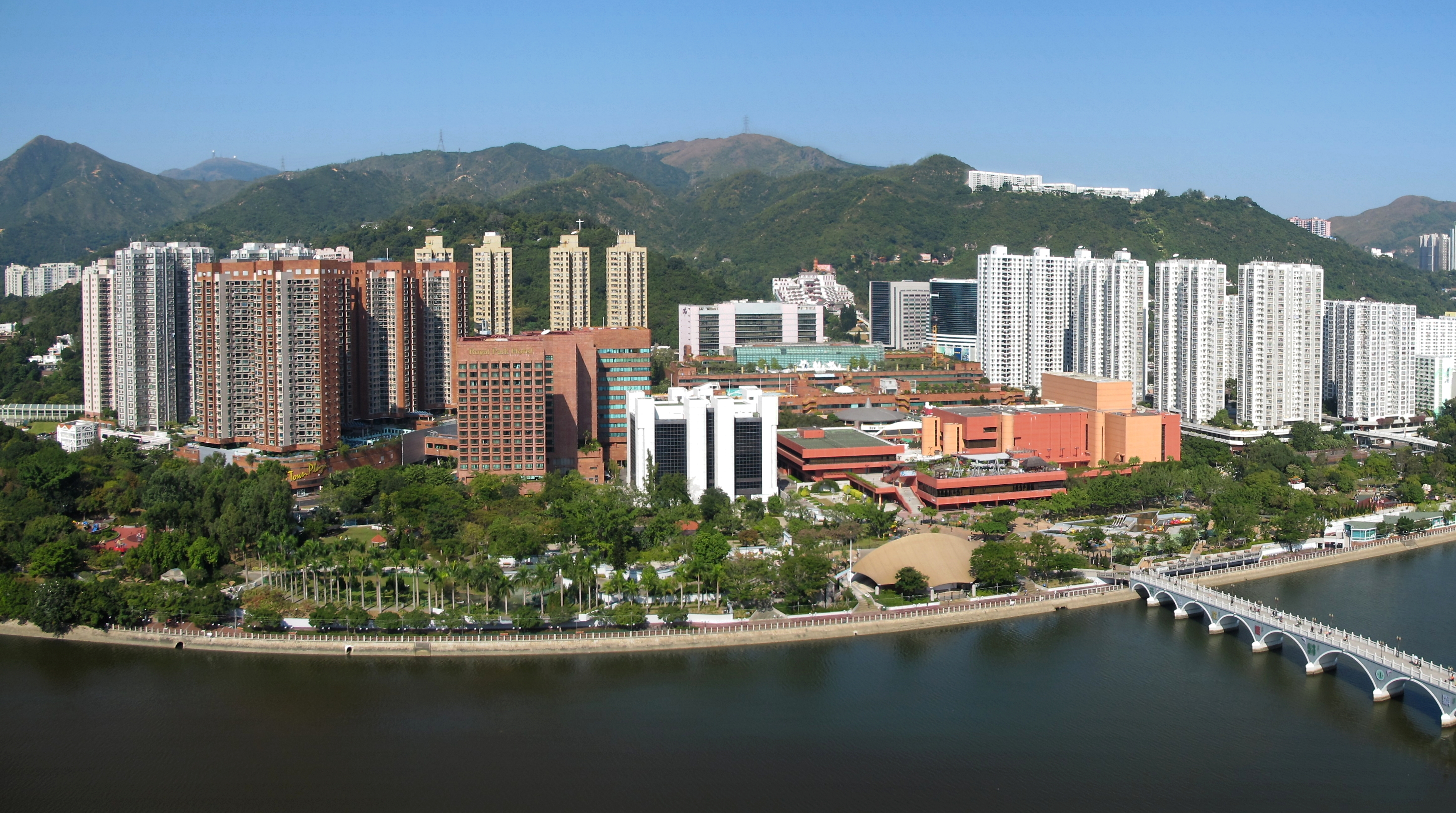
沙田新市鎮

### 發展新市鎮
自1959年開始，香港政府在新界區大規模發展新市鎮（香港政府早期文獻稱為衛星城市），以應付香港人口增長，並藉以分散擠迫香港市區內的人口，從而改善香港居住環境。1960年代之後，政府陸續把新界一些墟市發展成新市鎮。香港的新市鎮由拓展署（現已合併至土木工程拓展署）負責規劃及開發，1973年時任香港總督麥理浩設立新界拓展署專責新市鎮發展，大舉發展新界。然而，當時香港政府由於面對財政困難，需要私人發展商參與發展沙田。政府首先在1975年10月招標出售沙田14區共56公頃的土地，發展商須要自行填海、平整、建造，而發展須要符合政府制訂的發展大綱從而獲得地價寬免，該地盤後來建成沙田第一城。新市鎮發展計劃展開時的目標，是在首先發展的三個新市鎮內，為180萬人提供居所。當時香港的人口約為420萬。新市鎮的理念是提供居住、文化及康樂設施及就業，從而做到自給自足，故早期的新市鎮甚至有商業區及工業區，為本區提供就業機會；但荃灣和沙田一樣，同樣因為規劃不善，如工業用地鄰近住宅，低估車輛和貨櫃碼頭的貨櫃車交通流量形成交通擁擠。結果令政府要在7、80年代透過興建多條公路，例如獅子山隧道、呈祥道、西九龍走廊和機場隧道，才令困擾多年的擁擠問題得以緩和。。
現有九個新市鎮依發展時間約可劃分為四代：首三個新市鎮荃灣、沙田和屯門的發展工程於1970年代初期動工；第二代的大埔、粉嶺／上水和元朗繼而於1970年代後期動工建設；第三代的將軍澳、天水圍和沙田之擴展部份馬鞍山的發展工程則於1980年代展開，但當時的發展計劃亦未如計劃般理想。以天水圍新市鎮為例，巍城發展公司自79年10月與政府36個跨部門展開超過70個會議，提出一個爲期15年，分三期完成，人口53.5萬的新市鎮藍圖。因為沙田第一城的成功，天水圍新市鎮決定再次以公私合營模式發展。但因為1982年的樓市下跌，政府須要購回第一期488公頃土地，作價22.6億。再批出39公頃予發展商，並減收8億元地價。天水圍佔地共430公頃，在1987年開始發展，先發展南部220公頃土地，北部210公頃土地為預留區，在1998年7月才開始發展，由2000年至2004年分期完工，以配合遷入北部(預留區)居民的需要。時任行政長官董建華提出八萬五建屋計劃後，天水圍北不斷加建公營房屋，後來樓市大跌，部份居屋又改為公屋，以致住戶人數增加。根據拓展署1997年的估計，2006年居於該區的公屋居民約是九萬六千人；但一年後，這個估計大幅增至十三萬四千人。至2001年，該署預計2007年居於該區公屋的人口為十六萬人，未能準確預測人口導致基本社區設施嚴重不足。天水圍北沒有警署、公園、診所，沒能達到《香港規劃與準則》的指標。

## 法定規劃制度的訂立
1922年香港成立規劃委員會，建議大規模填海，提交香港首份城市規劃草案。其後於1939年訂立《城市規劃條例》，並由該委員會負責擬備草圖，訂明現時及日後的市區地帶的未來布局設計，以及適合在有關地區內建立的建築物種類，而上述圖則須經由總督會同行政局核准，作為所有公職人員及公共機構在行使其所獲賦予的權力時使用作為指引的標準由於戰爭關係,1950年行政局才重新恢復執行該條例，並按政府經濟能力及社會需要推行長遠的發展規劃。當發展藍圖涉及公眾或私人利益時，需預留時間協商，務求發展計劃能夠獲得公眾認同。然而，早期的《城市規劃條例》並沒有執行能力。直至1955年, 《1955年建築物條例》的修訂為《城市規劃條例》提供法定執行能力，條例當中訂明建築事務監督可就不合乎法定圖則的建築工程批准圖則或草圖拒絕發出許可。早期法定圖則註釋就用途限制提供靈活性, 如容許批准住宅用途地帶作部份非住宅用途. 但並無清楚指明如何批准。
於1970年代初, 發展商向建築事務監督遞交草圖於現時灣仔合和中心位置申請興建一座53層高的商業大廈. 但當時法定圖則《L/H5/34》顯示有關位置為住宅用途地帶，建築事務監督因而不批准有關建築圖則。發展商就此進行法律挑戰, 香港最高法院判決政府敗訴，更指明當時法定圖則無效。因應該次敗訴, 城市規劃條例於1974年作出修訂, 加入「規劃許可申請」制度。如果該區的發展規劃須經城市規劃委員會批准(即屬於法定圖則注釋第二欄所列的用途)，發展商應將規劃申請連同有關的顧問技術研究報告，例如交通影響評估或環境影響評估等研究報告，一併提交城市規劃委員會審議。如果發展的建議顯示會改善該區的現有環境，或會在規劃方面為鄰近地區甚至整個社區帶來好處，申請便可望得到批准。有時，城市規劃委員會亦會就建議的發展計劃加入條件，例如規定發展商須在建議的發展計劃內提供公共設施或若干基礎設施等。
1981年由劉皇發為主要股東的「生發地產投資有限公司」以短期租約形式租用位於掃管笏丈量約份374十三個地段，並在棄耕農地地段上擺放建築用的鋼枝，然而政府拒絕有關更改土地用途的申請，該公司不服並提出法律挑戰。最高法院原訟法庭在1982年5月18日判政府敗訴，指出集體官契附表中地段中列出的用途只是「描述」，不能構成對土地使用的限制。在「生發案」後，新界鄉郊地區露天車場和儲物場的數目大幅增加，據環境諮詢委員會文件2/95號，政府調查顯示1983年時全港只有23個用地（佔地28公頃）作港口後勤用途，但直至1993年就大幅上升至237個（佔地198公頃）；露天貯物方面，1983年時為586個（佔地276公頃），十年後則增加至1453個（362公頃）。
訴訟完結八年後，政府終於在1991年就有關問題採取首項措施，就新界土地未經許可的發展對《城市規劃條例》作出重大修訂。1990年7月25日，政府授權城市規劃委員會制訂發展審批地區圖。根據《城市規劃條例》第23條，規劃監督可在發展審批地區圖涵蓋的地方進行土地用途的執管工作。規劃署在擬備發展審批地區圖時，會為有關圖則的涵蓋範圍制定全面的土地用途記錄，以便規劃監督日後如發現土地用途被更改至不符合條例的規定時有足夠證據採取執管行動，包括向有關人士發送強制執行、停止發展及恢復原狀通知書。

## 未來發展

### 新界新發展區
當局早前進行的規劃及發展研究確 定了在新界古洞北、粉嶺北、坪輋/打鼓嶺（新界東北新發展區）及洪水橋建設新發展區的可行性。古洞北及粉嶺北新發展區將成為粉嶺／上水擴展部分，並與現有新市鎮的地區整合為粉嶺/上水/古洞新市鎮。新發展區是香港中長期土地供應的一個重要計劃，亦是房屋供應的主要來源。古洞北及粉嶺北新發展區將提供約6萬個單位和約3.8萬個就業機會，以供首批居民在2023年入住；而洪水橋新發展區將提供約6萬個單位和約15萬個就業機會，預計首批居民在2024年入住。
為提供更多可供將來發展的土地，政府同時正進行規劃及工程研究，檢討現於北區及元朗主要用作工業用途、臨時倉庫或荒廢的土地撥作發展的可行性。